# No Need to Argue
Albums de The Cranberries
Everybody Else Is Doing It, So Why Can't We?
(1993) To the Faithful Departed
(1996)
Singles
1. Zombie
Sortie : 19 septembre 1994
2. Ode to My Family
Sortie : 21 novembre 1994
3. I Can't Be with You
Sortie : 27 février 1995
4. Ridiculous Thoughts
Sortie : 31 juillet 1995

No Need to Argue est le deuxième album studio du groupe de rock alternatif Irlandais The Cranberries, sorti en 1994. L'album est le plus grand succès du groupe avec 17,8 millions d'exemplaires vendus dans le monde.
En France, l'album s'est écoulé à 1 500 000 exemplaires, est certifié disque de diamant en 1996, et se classe deuxième des albums irlandais les plus vendus en France juste derrière l'album The Joshua Tree de U2 (2 000 000 d'exemplaires). Le Billboard du 5 août 1995 déclara à l'époque que No Need To Argue était la plus grande vente d'albums depuis sa sortie, s'écoulant à 5,1 millions d'exemplaires en l'espace de six mois.
En 2009, No Need To Argue a été classé 90ème sur la liste du Billboard des "300 albums les plus vendus de tous les temps",.
Toutes les paroles sont de Dolores O'Riordan, les musiques sont signées O'Riordan et Noel Hogan en dehors des pistes 4, 7, 10 à 13 composées seulement par O'Riordan.
La chanson Yeat's Grave parle du poète irlandais William Butler Yeats et cite l'un de ses poèmes, No Second Troy.

## Liste des titres
Toutes les paroles sont écrites par Dolores O'Riordan.
| No  | Titre               | Musique                       | Durée |
| --- | ------------------- | ----------------------------- | ----- |
| 1.  | Ode to My Family    | Dolores O'Riordan, Noel Hogan | 4:30  |
| 2.  | I Can't Be With You | Dolores O'Riordan, Noel Hogan | 3:07  |
| 3.  | Twenty One          | Dolores O'Riordan, Noel Hogan | 3:07  |
| 4.  | Zombie              | Dolores O'Riordan             | 5:06  |
| 5.  | Empty               | Dolores O'Riordan, Noel Hogan | 3:26  |
| 6.  | Everything I Said   | Dolores O'Riordan, Noel Hogan | 3:52  |
| 7.  | The Icicle Melts    | Dolores O'Riordan             | 2:54  |
| 8.  | Disappointment      | Dolores O'Riordan, Noel Hogan | 4:14  |
| 9.  | Ridiculous Thoughts | Dolores O'Riordan, Noel Hogan | 4:31  |
| 10. | Dreaming My Dreams  | Dolores O'Riordan             | 3:37  |
| 11. | Yeat's Grave        | Dolores O'Riordan             | 2:59  |
| 12. | Daffodil Lament     | Dolores O'Riordan             | 6:14  |
| 13. | No Need to Argue    | Dolores O'Riordan             | 2:54  |

## Classements et certifications
| Classement musical                         | Meilleure position |
| ------------------------------------------ | ------------------ |
| Allemagne (Media Control Charts)           | 1                  |
| Australie (ARIA)                           | 1                  |
| Autriche (Ö3 Austria Top 40)               | 1                  |
| Belgique (Flandre Ultratop)                | 2                  |
| Belgique (Wallonie Ultratop)               | 1                  |
| Canada (Canadian Albums Chart)             | 3                  |
| États-Unis (Billboard 200)                 | 6                  |
| France (SNEP)                              | 1                  |
| Irlande (Irish Recorded Music Association) | 1                  |
| Italie (FIMI)                              | 3                  |
| Norvège (VG-lista)                         | 3                  |
| Nouvelle-Zélande (RIANZ)                   | 1                  |
| Pays-Bas (Mega Album Top 100)              | 2                  |
| Royaume-Uni (UK Albums Chart)              | 2                  |
| Suède (Sverigetopplistan)                  | 1                  |
| Suisse (Schweizer Hitparade)               | 2                  |

| Pays             | Ventes      | Certifications |
| ---------------- | ----------- | -------------- |
| Allemagne        | 500 000 +   | Platine        |
| Argentine        | 60 000 +    | Platine        |
| Australie        | 350 000 +   | 5 × Platine    |
| Autriche         | 50 000 +    | Platine        |
| Belgique         | 100 000 +   | 2 × Platine    |
| Canada           | 500 000 +   | 5 × Platine    |
| Espagne          | 300 000 +   | 3 × Platine    |
| États-Unis       | 7 000 000 + | 7 × Platine    |
| Finlande         | 30 000 +    | Or             |
| France           | 1 500 000 + | Diamant        |
| Nouvelle-Zélande | 15 000 +    | Platine        |
| Pays-Bas         | 100 000 +   | Platine        |
| Pologne          | 40 000 +    | Platine        |
| Royaume-Uni      | 900 000 +   | 3 × Platine    |
| Suède            | 100 000 +   | Platine        |
| Suisse           | 50 000 +    | Platine        |

## Accueil critique
Mike Stagno, de Sputnikmusic, lui donne 4,5 étoiles sur 5, affirmant que c'est l'album « essentiel du groupe » où il y a « très peu de remplissage », dont les meilleures chansons sont Zombie, Ode to My Family, Daffodil Lament et Ridiculous Thoughts, et dont le charme est largement imputable à Dolores O'Riordan. Pour Benjamin D'Alguerre, de Music Story, qui lui donne 4,5 étoiles sur 5, « servi par des titres comme Zombie ou Ode to My Family, No Need to Argue se révèle bien plus construit que son prédécesseur et plus revendicatif aussi ». Le site Albumrock lui donne 4,5 guitares sur 5, évoquant un album « en tout point remarquable mariant à la perfection rock, pop et traditions irlandaises » dont la grande force est de proposer aussi, à côté des tubes très rythmés Zombie, I Can't Be with You et Ridiculous Thoughts « de superbes chansons douces telles que Twenty One ou Dreaming My Dreams, transcendées par la sublime voix de Dolores » alors que « Daffodil Lament fait aussi partie des chansons inoubliables ». Ned Raggett, de AllMusic, lui donne 4 étoiles sur 5, estimant que les chansons les plus réussies sont les ballades « charmeuses » qui sont ce que le groupe « sait faire le mieux », mettant notamment en avant Ode to My Family, Dreaming My Dreams, Twenty One, Daffodil Lament et Disappointment. Le site Forces parallèles lui donne 4 étoiles sur 5, évoquant un « très bon album de pop-rock avec des titres efficaces et personnels » et qui débute par une rafale de tubes avant de connaître un passage à vide au milieu et de « retrouver tout son lustre » sur la fin.
En mars 1996, le groupe reçoit un prix Juno au Canada pour le prix de l’album le plus vendu, No Need to Argue. Au 26 janvier 2018, No Need To Argue s'est vendu à plus de 17,8 millions d'unités, ce qui en fait l'un des plus gros albums de rock alternatif des années 90.

## Nouvelle version
Comme l'album précédent, une nouvelle version de l'album est sorti en 2002, sous le nom No Need to Argue (The Complete Sessions 1994–1995). Ce dernier comprend des morceaux supplémentaires, des faces-B des singles non-inclus dans l'album.
1. Away (2:38)
2. I Don't Need (3:32)
3. (They Long to Be) Close to You (par Burt Bacharach et Hal David) (2:41)
4. So Cold in Ireland (4:45)
5. Zombie" (Camel's Hump mix) (7:54)

## Crédits
- Dolores O'Riordan - chants, guitare, claviers
- Mike Hogan - basse
- Noel Hogan - guitare
- Fergal Lawler - batterie